# Epomops franqueti
Epomops franqueti е вид прилеп от семейство Плодоядни прилепи (Pteropodidae). Видът не е застрашен от изчезване.

## Разпространение и местообитание
Разпространен е в Ангола, Бенин, Габон, Гана, Демократична република Конго, Екваториална Гвинея, Замбия, Камерун, Кот д'Ивоар, Нигерия, Руанда, Танзания, Того, Уганда, Централноафриканска република и Южен Судан.
Обитава градски и гористи местности, влажни места, ливади, храсталаци и савани в райони с тропически климат, при средна месечна температура около 24,3 градуса.

## Описание
На дължина достигат до 13,5 cm, а теглото им е около 119 g.
Популацията на вида е стабилна.